# Port Mathurin

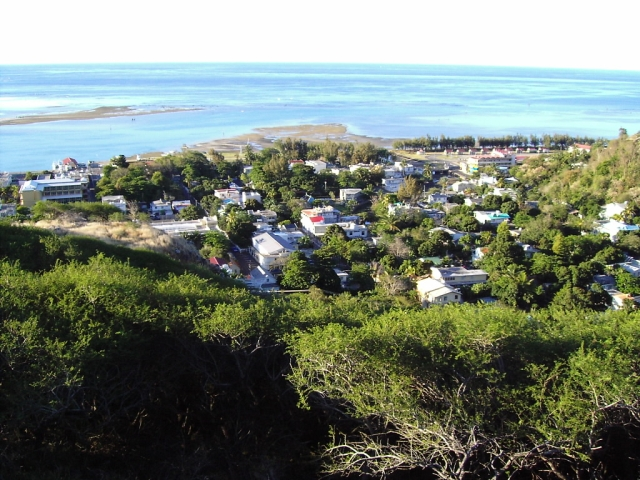
Vista geral

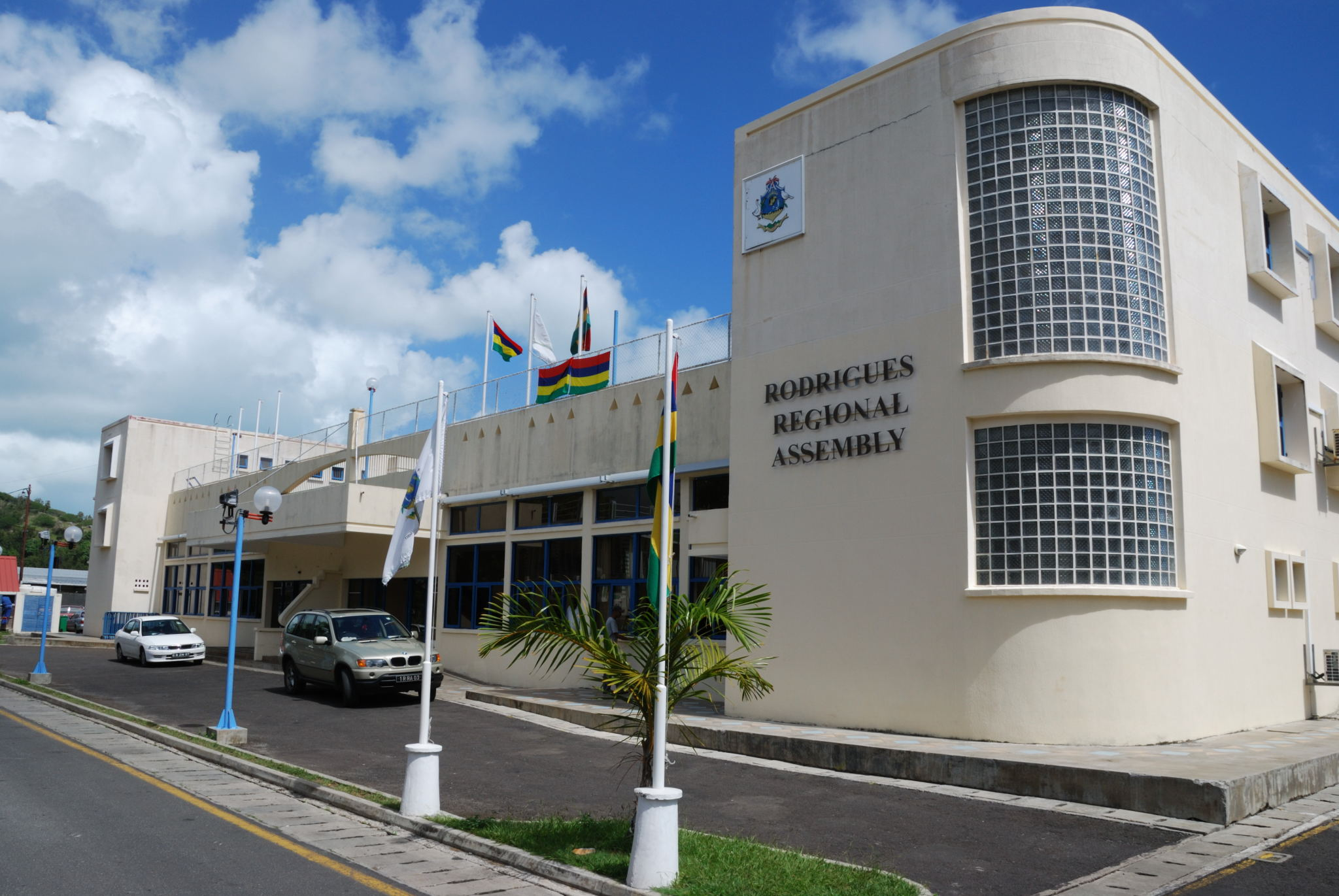
Assembleia Regional

Port Mathurin é a capital de Rodrigues, uma dependência da Maurícia, pequeno país do Oceano Índico, situado no leste da África. Sua população é de mais de 6 mil habitantes.
A Assembleia Regional da ilha Rodrigues fica em Port Mathurin.

Existem 22 localidades dentro da zona de Port Mathurin, que é uma das 14 subdivisões estatísticas de Rodrigues, às quais se refere a população de 6.000 pessoas:
1. Baie Lascars (North)
2. Camp du Roi
3. Castor
4. Caverne Provert
5. Citronelle
6. Crève Coeur
7. Désiré
8. English Bay
9. Fond La Digue
10. Jentac
11. Mont Piton
12. Mont Vénus
13. Montagne Charlot
14. Montagne Fanal
15. Pointe Canon
16. Pointe Monnier
17. Port Mathurin
18. Roseaux
19. Solitude
20. Soupir
21. Terre Rouge
22. Vangar